# John Allen Paulos
John Allen Paulos (4 de juliol de 1945) és un professor de matemàtiques i escriptor nord-americà conegut principalment pels seus assajos divulgatius sobre les matemàtiques i la seva implicació en la societat.
Paulos es va criar a Chicago i Milwaukee i va obtenir un doctorat en matemàtiques per la Universitat de Wisconsin. Actualment exerceix com a professor a la Universitat Temple de Filadèlfia. El seu treball acadèmic se centra en la lògica matemàtica i teoria de la probabilitat.
És col·laborador en diversos mitjans de comunicació, fins i tot ha exercit com a professor adjunt a l'Escola de periodisme de la Universitat de Colúmbia. També ha pronunciat nombroses conferències i ha rebut premis per la seva tasca divulgativa.

## Obres per ordre cronològic
Data de publicació de la primera edició traduïda al castellà.
- 1988: Penso pertant ric.
- 1990: L'home anumèric.
- 1993: Més enllà dels nombres.
- 1996: Un matemàtic llegeix el diari.
- 1999: Hi havia una vegada un nombre.
- 2004: Un matemàtic inverteix en borsa.
- 2007: Elogi de la irreligió.

## Treball com a columnista
- Diari Daily News de Filadèlfia, durant dos anys.
- Columna Who's Counting d'Abcnews.com.

## Premis
- 2003: Premi per la promoció del coneixement públic de la ciència i tecnologia de l'Associació Americana per a l'Avanç de la Ciència, AAAS en les seves sigles en anglès.